# بی‌گوشی‌هراسی

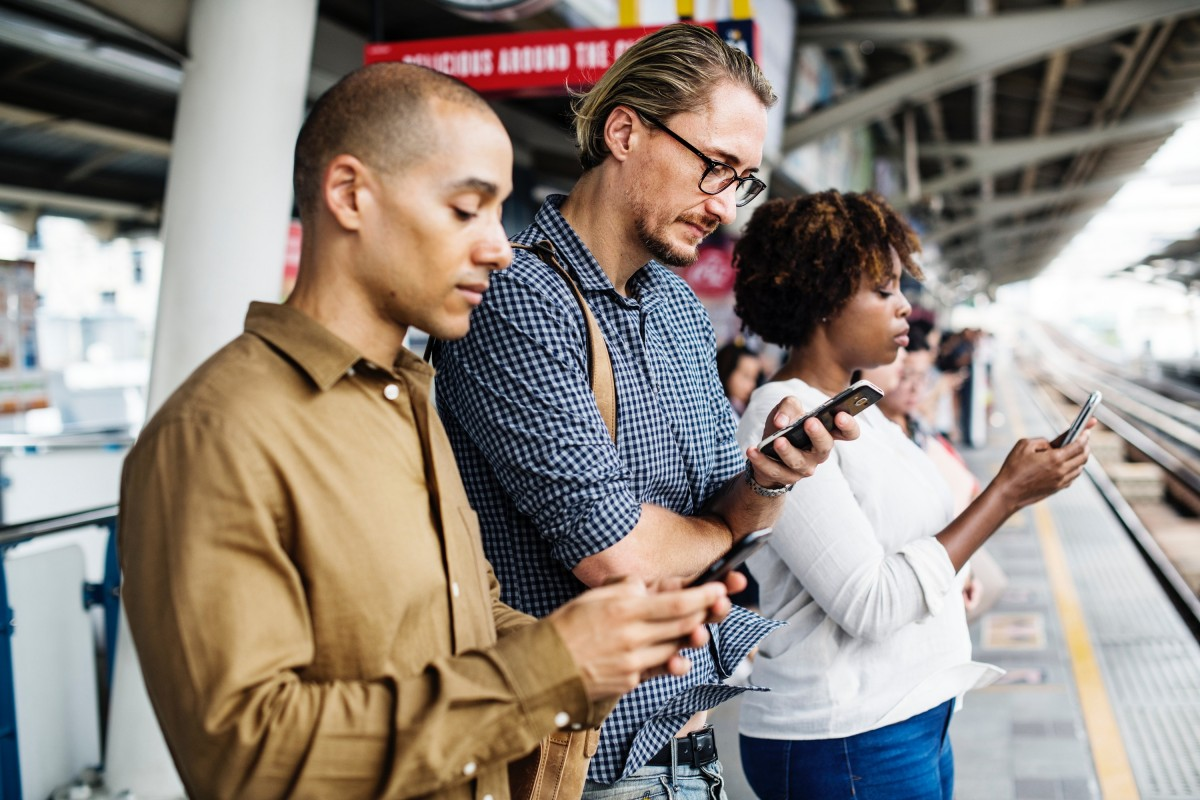
گوشی‌های هوشمند در جوامع زیادی گسترده هستند.

بی‌گوشی‌هراسی یا نوموفوبیا (به انگلیسی: Nomophobia، که مخفف no-mobile-phone phobia است) به معنی ترس از جدایی از تلفن همراه یا هراس از در دسترس نبودن تلفن همراه، نداشتن خط اینترنت در گوشی‌ها یا ترس از تمام شدن باتری موبایل است. این عارضه بعد از همه‌گیر شدن تلفن‌های همراه و شبکه‌های اجتماعی و میزان استفاده مردم از تلفن‌های همراه افزایش یافت و در نتیجه در اثر اعتیاد به موبایل یا شبکه‌های اجتماعی، اولین بار در سال ۲۰۰۸ این فوبیا توسط مؤسسه تحقیقاتی YouGov تعریف شد. این یک علامت یا سندروم استفاده از رسانه‌های دیجیتال مشکل ساز در سلامت روان در نظر گرفته شده‌است که تعاریف آن استاندارد نیست.

## بررسی‌ها
بر پایهٔ تحقیقات انجام شده ۷۷ درصد کسانی که از آن عارضه رنج می‌برند بین گروه سنی ۲۵–۳۴ و بالاتر از ۵۵ سال هستند.

## نشانه‌ها
افرادی که به بی‌گوشی‌هراسی دچار می‌شوند ترس از گم‌شدن تلفن‌همراه یا از دست دادن تلفن همراه خود یا تمام شدن شارژ باتری تلفن‌همراهشان را دارند.